# Sebastian Haseney
Sebastian Haseney (ur. 27 sierpnia 1978 w Suhl) – niemiecki kombinator norweski, dwukrotny medalista mistrzostw świata.

## Kariera
Sebastian Haseney reprezentował barwy klubu SC Motor Zella-Mehlis. W Pucharze Świata zadebiutował 6 marca 1999 roku w Lahti, zajmując trzecie miejsce w konkursie rozegranym metodą Gundersena. Tym samym już w swoim debiucie nie tylko zdobył pierwsze pucharowe punkty, ale od razu stanął na podium. W sezonie 1998/1999 pojawił się jeszcze trzykrotnie, jednak tak wysokich pozycji już nie zajmował i w klasyfikacji generalnej zajął ostatecznie 23. miejsce. W lutym 1999 roku wystąpił na Mistrzostwach Świata w Ramsau, gdzie indywidualnie był ósmy w sprincie, a wraz z kolegami zajął szóste miejsce w sztafecie.
W lecie 1999 roku zajął drugie miejsce w klasyfikacji końcowej drugiej edycji Letniego Grand Prix w kombinacji norweskiej, ulegając tylko swemu rodakowi Ronny'emu Ackermannowi. W trzech zawodach indywidualnych Haseney dwukrotnie stawał na podium: 25 sierpnia w Oberhofie był trzeci, a trzy dni później w Klingenthal zajął drugie miejsce. W sezonie 1999/2000 pięciokrotnie znajdował się w czołowej dziesiątce, jednak na podium nie stanął ani razu. W klasyfikacji generalnej był tym razem piętnasty.
Trzecią edycję LGP zakończył na szóstej pozycji z jednym miejscem na podium: 2 września 2000 roku w Stams był drugi. W sezonie 2000/2001 siedem razy meldował się w czołówce, przy czym 27 stycznia 2001 roku w Steamboat Springs odniósł swoje pierwsze zwycięstwo, a 10 lutego w Libercu zajął trzecie miejsce. W klasyfikacji generalnej dało mu to dziesiątą lokatę. W 2001 roku wystąpił także na Mistrzostwach Świata w Lahti zajmując w Gundersenie 41. miejsce. Na tych samych mistrzostwach razem z kolegami zajął także czwarte miejsce w sztafecie. Po skokach Niemcy zajmowali piątą pozycję, jednak na trasie biegu wyprzedzili Japończyków. Walkę o brązowy medal stoczyli z Finami, ostatecznie przegrywając o ponad 30 sekund.
W pięciu konkursach LGP 2001 tylko raz stanął na podium: 29 sierpnia w Winterbergu był trzeci. Dało mu to piąte miejsce w klasyfikacji końcowej. Najważniejszym punktem sezonu 2001/2002 były Igrzyska Olimpijskie w Salt Lake City. Haseney wystąpił tam tylko w Gundersenie, w którym zdołał awansować z 38. miejsca po skokach na 21. miejsce na mecie biegu. W rywalizacji pucharowej Ośmiokrotnie znalazł się w pierwszej dziesiątce, na podium stając raz - 3 marca 2002 roku w Lahti był trzeci. W klasyfikacji generalnej zajął trzynaste miejsce. Kolejny sezon miał znacznie słabszy, nie stawał na podium i w klasyfikacji zajął dopiero 23. miejsce. Sukcesów nie osiągnął także podczas Mistrzostw Świata w Val di Fiemme w 2003 roku. Wystąpił tam tylko w zawodach metodą Gundersena, w których zajął 38. miejsce w skokach, a biegu nie ukończył.
W lecie 2003 roku dwukrotnie znalazł się w czołówce zawodów szóstej edycji LGP, raz zajmując miejsce na podium - 29 sierpnia Klingenthal był trzeci w Gundersenie. W klasyfikacji końcowej dało mu to szóste miejsce. Najlepsze wyniki w Pucharze Świata osiągnął w sezonie 2003/2004. Niemiec aż czternaście razy zajmował miejsca w czołowej dziesiątce, w tym czterokrotnie stawał na podium: 30 listopada w Ruce, 12 grudnia w Predazzo i 23 stycznia w Nayoro zajmował drugie miejsce, a 11 stycznia w Seefeld był trzeci. W klasyfikacji generalnej wystarczyło to do zajęcia szóstego miejsca. Przez dwa kolejne sezony Sebastian ani razu nie wywalczył miejsca na podium zawodów pucharowych. W tym czasie wystąpił na Mistrzostwach Świata w Oberstdorfie w 2005 roku, gdzie wspólnie z Georgiem Hettichem, Björnem Kircheisenem i Ronnym Ackermannem wywalczył srebrny medal w sztafecie. Po skokach Niemcy znajdowali się na piątej pozycji, jednak bardzo dobra postawa w biegu pozwoliła im awansować aż na drugie miejsce. Przegrali tylko z Norwegami, do których na mecie stracili zaledwie 7.1 sekundy, a o 0.3 sekundy wyprzedzili Austriaków. Indywidualnie wystąpił w Gundersenie, w którym był siedemnasty. Rok później, podczas Igrzysk w Turynie był szósty w Gundersenie, a w sprincie zajął dopiero 29. miejsce.
Na podium zawodów pucharowych wrócił w sezonie 2006/2007, który ukończył na ósmej pozycji. Siedem razy zajął miejsce w pierwszej dziesiątce, z czego pięciokrotnie stawał na podium: 25 listopada w Ruce i 6 stycznia w Oberstdorfie był trzeci, a 2 grudnia w Lillehammer, 30 grudnia w Ruhpolding oraz 9 marca w Lahti zajmował drugie miejsce. Drugi i ostatni medal w karierze zdobył na Mistrzostwach Świata w Sapporo. Razem z Tino Edelmannem, Björnem Kircheisenem i Ronnym Ackermannem ponownie zdobył srebrny medal w sztafecie. W konkursach indywidualnych był dziewiąty w Gundersenie, a w sprincie zajął 26. miejsce. Ostatni raz na podium stanął 13 stycznia 2008 roku w Predazzo, gdzie wygrał sprint. Dzień wcześniej zajął trzecie miejsce w Gundersenie. Sezon 2007/2008 zakończył na szesnastym miejscu.
W zawodach startował do 2011 roku, jednak sukcesów już nie osiągał. W tym czasie wystąpił jeszcze na Mistrzostwach Świata w Libercu w 2009 roku, gdzie w swoim jedynym starcie, Gundersenie na normalnej skoczni zajął siódme miejsce. W połowie sezonu 2010/2011 postanowił zakończyć sportową karierę.

## Osiągnięcia

### Igrzyska Olimpijskie
| Miejsce | Dzień     | Rok  | Miejscowość    | Konkurencja           | Wynik zwycięzcy | Strata  | Zwycięzca      |
| ------- | --------- | ---- | -------------- | --------------------- | --------------- | ------- | -------------- |
| 21.     | 9 lutego  | 2002 | Salt Lake City | Gundersen K-90/15 km  | 39:11,7         | +4:25,3 | Samppa Lajunen |
| 6.      | 11 lutego | 2006 | Pragelato      | Gundersen HS106/15 km | 39:44,6         | +51,1   | Georg Hettich  |
| 29.     | 21 lutego | 2006 | Pragelato      | Sprint HS134/7,5 km   | 18:29,0         | +1:40,1 | Felix Gottwald |

### Mistrzostwa świata
| Miejsce | Dzień     | Rok  | Miejscowość   | Konkurencja           | Wynik zwycięzcy | Strata  | Zwycięzca        |
| ------- | --------- | ---- | ------------- | --------------------- | --------------- | ------- | ---------------- |
| 6.      | 25 lutego | 1999 | Ramsau        | Sztafeta K-90/4x5 km  | 49:34,2         | +2:37,9 | Finlandia        |
| 8.      | 27 lutego | 1999 | Ramsau        | Sprint K-90/7,5 km    | 17:48,4         | +56,3   | Bjarte Engen Vik |
| 31.     | 15 lutego | 2001 | Lahti         | Gundersen K-90/15 km  | 39:26,7         | +6.01,5 | Bjarte Engen Vik |
| 4.      | 20 lutego | 2001 | Lahti         | Sztafeta K-90/4x5 km  | 48:54,1         | +53,5   | Norwegia         |
| DNF     | 21 lutego | 2003 | Val di Fiemme | Gundersen K95/15 km   | 37:54,2         | -       | Ronny Ackermann  |
| 17.     | 18 lutego | 2005 | Oberstdorf    | Gundersen HS100/15 km | 38:56,2         | +1:21,5 | Ronny Ackermann  |
| 2.      | 23 lutego | 2005 | Oberstdorf    | Sztafeta HS137/4x5 km | 49:45,5         | +7,1    | Norwegia         |
| 26.     | 23 lutego | 2007 | Sapporo       | Sprint HS134/7,5 km   | 17:40,2         | +2:58,8 | Hannu Manninen   |
| 2.      | 25 lutego | 2007 | Sapporo       | Sztafeta HS134/4x5 km | 49:14,9         | +28,4   | Finlandia        |
| 9.      | 3 marca   | 2007 | Sapporo       | Gundersen HS100/15 km | 38:35,6         | +1:50,0 | Ronny Ackermann  |
| 7.      | 22 lutego | 2009 | Liberec       | Gundersen HS100/10 km | 24:22,3         | +1:14,9 | Todd Lodwick     |

### Puchar Świata

#### Miejsca w klasyfikacji generalnej
- sezon 1998/1999: 23.
- sezon 1999/2000: 15.
- sezon 2000/2001: 10.
- sezon 2001/2002: 13.
- sezon 2002/2003: 23.
- sezon 2003/2004: 6.
- sezon 2004/2005: 23.
- sezon 2005/2006: 17.
- sezon 2006/2007: 8.
- sezon 2007/2008: 16.
- sezon 2008/2009: 20.
- sezon 2009/2010: 35.
- sezon 2010/2011: 49.

#### Miejsca na podium w zawodach
| Nr  | Data              | Miejscowość       | Konkurencja          | Wynik zwycięzcy | Pozycja | Strata      | Zwycięzca           |
| --- | ----------------- | ----------------- | -------------------- | --------------- | ------- | ----------- | ------------------- |
| 1.  | 6 marca 1999      | Lahti             | Gundersen K116/15 km | ?               | 3.      | +1:13.7 min | Samppa Lajunen      |
| 2.  | 27 stycznia 2001  | Steamboat Springs | Sprint K120/7.5 km   | ?               | 1.      | -           | -                   |
| 3.  | 10 lutego 2001    | Liberec           | Gundersen K120/15 km | ?               | 3.      | +31.8 s     | Ronny Ackermann     |
| 4.  | 3 marca 2002      | Lahti             | Sprint K116/7.5 km   | 20:39.3 min     | 3.      | +24.2 s     | Samppa Lajunen      |
| 5.  | 30 listopada 2003 | Ruka              | Sprint K120/7.5 km   | 19:16.0 min     | 2.      | +22.1 s     | Ronny Ackermann     |
| 6.  | 12 grudnia 2003   | Predazzo          | Gundersen K95/15 km  | 35:23.1 min     | 2.      | +1:05.1 min | Ronny Ackermann     |
| 7.  | 11 stycznia 2004  | Seefeld           | Gundersen K90/15 km  | 38:00.3 min     | 3.      | +18.1 s     | Hannu Manninen      |
| 8.  | 23 stycznia 2004  | Nayoro            | Gundersen K90/15 km  | 39:14.8 min     | 2.      | +1.0 s      | Samppa Lajunen      |
| 9.  | 25 listopada 2005 | Ruka              | Gundersen K120/15 km | 40:01.0 min     | 3.      | +24.0 s     | Jason Lamy Chappuis |
| 10. | 2 grudnia 2006    | Lillehammer       | Gundersen K120/15 km | 38:20.3 min     | 2.      | +0.1 s      | Magnus Moan         |
| 11. | 30 grudnia 2005   | Ruhpolding        | Gundersen K120/15 km | 35:58.1 min     | 2.      | +1.2 s      | Hannu Manninen      |
| 12. | 6 stycznia 2007   | Oberstdorf        | Gundersen K120/15 km | 37:55.3 min     | 3.      | +4.8 s      | Felix Gottwald      |
| 13. | 9 marca 2007      | Lahti             | Gundersen K116/15 km | 39:31.9 min     | 2.      | +6.6 s      | Bill Demong         |
| 14. | 12 stycznia 2008  | Predazzo          | Gundersen K120/15 km | 41:52.2 min     | 3.      | +34.3 s     | Ronny Ackermann     |
| 15. | 13 stycznia 2008  | Predazzo          | Sprint K120/7.5 km   | 20:03.4 min     | 1.      | -           | -                   |

### Puchar Kontynentalny

#### Miejsca w klasyfikacji generalnej
- sezon 1997/1998: 74.
- sezon 1998/1999: -

#### Miejsca na podium w zawodach
| Nr | Data             | Miejscowość            | Konkurencja        | Wynik zwycięzcy | Pozycja | Strata | Zwycięzca         |
| -- | ---------------- | ---------------------- | ------------------ | --------------- | ------- | ------ | ----------------- |
| 1. | 10 stycznia 1999 | Garmisch-Partenkirchen | Sprint K115/7.5 km | ?               | 2.      | ?      | Andrea Longo      |
| 2. | 17 stycznia 1999 | Chamonix               | Sprint K90/7.5 km  | ?               | 2.      | ?      | Robert Stadelmann |
| 3. | 22 stycznia 1999 | Lake Placid            | Sprint K120/7.5 km | ?               | 1.      | -      | -                 |

### Letnie Grand Prix

#### Miejsca w klasyfikacji generalnej
- 1998: 12
- 1999: 2
- 2000: 6
- 2001: 5
- 2002: 29
- 2003: 6
- 2004: 31
- 2006: 33
- 2007: 30
- 2008: 15
- 2009: 26

#### Miejsca na podium w zawodach
| Nr | Data             | Miejscowość | Konkurencja          | Wynik zwycięzcy | Pozycja | Strata  | Zwycięzca       |
| -- | ---------------- | ----------- | -------------------- | --------------- | ------- | ------- | --------------- |
| 1. | 25 sierpnia 1999 | Oberhof     | Sprint K120/5 km     | ?               | 3.      | +7.2 s  | Ronny Ackermann |
| 2. | 28 sierpnia 1999 | Klingenthal | Gundersen K120/15 km | ?               | 2.      | +0.4 s  | Ronny Ackermann |
| 3. | 2 września 2000  | Stams       | Gundersen K90/10 km  | ?               | 3.      | +1.2 s  | Marko Baacke    |
| 4. | 29 sierpnia 2001 | Winterberg  | Gundersen K80/14 km  | ?               | 3.      | +7.0 s  | Jaakko Tallus   |
| 5. | 29 sierpnia 2003 | Klingenthal | Gundersen K80/15 km  | ?               | 3.      | +10.3 s | Ronny Ackermann |